# ساحة واشنطن
ساحة واشنطن (بالإنجليزية: Washington Square)‏ هو فيلم دراما تم إنتاجه في الولايات المتحدة وصدر في سنة 1997. من بطولة جينيفر جيسون لي وألبرت فيني وماجي سميث.

## معلومات عن الفيلم
- عرض لأول مرة في 17 أكتوبر 1997.
- مدة الفيلم 115 دقيقة.
- كاتب السيناريو : كارول دويل.
- لغة الفيلم : الإنجليزية.

## أبرز الممثلين
- جنيفر جايسون لاي - جينيفر جيسون لي.
- ألبرت فيني - ألبرت فيني.
- ماغي سميث - ماغي سميث.
- جوديث إيفي - جوديث آيفي  [لغات أخرى]‏.
- جنيفر غارنر - جينيفر غارنر.
- بن شابلن - بن شابلن.

## الميزانية والإيرادات
بلغت تكلفة إنتاج الفيلم حوالي 15 مليون دولار بينما حقق أرباحا تقدر بـ 1.9 مليون دولار.

## وصلات خارجية
- ساحة واشنطن على موقع IMDb (الإنجليزية)
- ساحة واشنطن على موقع روتن توميتوز (الإنجليزية)
- ساحة واشنطن على موقع نتفليكس (الإنجليزية)
- ساحة واشنطن على موقع ألو سيني (الفرنسية)
- ساحة واشنطن على موقع أول موفي (الإنجليزية)
- ساحة واشنطن على موقع بوكس أوفيس موجو (الإنجليزية)
- ساحة واشنطن على موقع قاعدة بيانات الأفلام السويدية (السويدية)
- ساحة واشنطن على موقع قاعدة بيانات الفيلم (الإنجليزية)
- ساحة واشنطن على موقع ليتربوكسد (الإنجليزية)
- ساحة واشنطن على موقع كينوبويسك (الروسية)